# Amerikaanse auto in 1935
Dit artikel geeft een overzicht van alle Amerikaanse personenwagens geproduceerd in 1935 door een significante autoconstructeur. De auto's staan alfabetisch gerangschikt per merk. Hier staan enkel Amerikaanse merken, ongeacht of ze eigendom zijn van een niet-Amerikaans concern. Ook gaat het om constructeurs die algemeen bekend zijn met auto's die algemeen voor het publiek verkrijgbaar zijn. 
| Auburn |                  | concern:                | Cord Verenigde Staten |
| Auburn | divisie:         |                         |                       |
| Auburn | merk:            | Auburn Verenigde Staten |                       |
| Auburn | model:           | 851                     |                       |
| Auburn | einde productie: | 1939                    |                       |
| Auburn | productieaantal: | ?                       |                       |

| Auburn |                  | concern:                | Cord Verenigde Staten |
| Auburn | divisie:         |                         |                       |
| Auburn | merk:            | Auburn Verenigde Staten |                       |
| Auburn | model:           | 852 Speedster           |                       |
| Auburn | einde productie: | 1936                    |                       |
| Auburn | productieaantal: | 7000                    |                       |

| Bantam |                  | concern:                | Onafhankelijk |
| Bantam | divisie:         |                         |               |
| Bantam | merk:            | Bantam Verenigde Staten |               |
| Bantam | model:           | Roadster                |               |
| Bantam | einde productie: | 1941                    |               |
| Bantam | productieaantal: | ?                       |               |

| Cadillac |                  | concern:                  | General Motors Verenigde Staten |
| Cadillac | divisie:         |                           |                                 |
| Cadillac | merk:            | Cadillac Verenigde Staten |                                 |
| Cadillac | model:           | Series 50                 |                                 |
| Cadillac | einde productie: | 1935                      |                                 |
| Cadillac | productieaantal: | ?                         |                                 |

| Duesenberg |                  | concern:                    | Cord Verenigde Staten |
| Duesenberg | divisie:         |                             |                       |
| Duesenberg | merk:            | Duesenberg Verenigde Staten |                       |
| Duesenberg | model:           | Mormon Meteor               |                       |
| Duesenberg | einde productie: | 1935                        |                       |
| Duesenberg | productieaantal: | ?                           |                       |

| Duesenberg |                  | concern:                    | Cord Verenigde Staten |
| Duesenberg | divisie:         |                             |                       |
| Duesenberg | merk:            | Duesenberg Verenigde Staten |                       |
| Duesenberg | model:           | SJ                          |                       |
| Duesenberg | einde productie: | 1940                        |                       |
| Duesenberg | productieaantal: | ?                           |                       |

| Ford |                  | concern:              | Onafhankelijk |
| Ford | divisie:         |                       |               |
| Ford | merk:            | Ford Verenigde Staten |               |
| Ford | model:           | CX                    |               |
| Ford | einde productie: | 1937                  |               |
| Ford | productieaantal: | 96.553                |               |

| Packard |                  | concern:                 | Onafhankelijk |
| Packard | divisie:         |                          |               |
| Packard | merk:            | Packard Verenigde Staten |               |
| Packard | model:           | Super 8 1223             |               |
| Packard | einde productie: | 1935                     |               |
| Packard | productieaantal: | ?                        |               |

| Packard |                  | concern:                 | Onafhankelijk |
| Packard | divisie:         |                          |               |
| Packard | merk:            | Packard Verenigde Staten |               |
| Packard | model:           | 120                      |               |
| Packard | einde productie: | 1940                     |               |
| Packard | productieaantal: | ?                        |               |